# Forum Stadt – Netzwerk historischer Städte
Forum Stadt – Netzwerk historischer Städte e.V. ist ein 1960 gegründetes Städtenetzwerk mit Sitz in Esslingen am Neckar. Ziel des gemeinnützige Vereins ist es, historische Städte und Gemeinden zu erhalten, weiterzuentwickeln und zu vernetzen. Er ist in Deutschland, Italien, Österreich und in der Schweiz aktiv und Herausgeber der wissenschaftlichen Vierteljahresschrift Forum Stadt. Die Vierteljahreszeitschrift war erstmals 1974 unter dem Namen „Die alte Stadt“ erschienen.

## Mitgliedschaft
Die Zahl und geographische Lage der Mitgliedsstädte ist nicht begrenzt. Ordentliche Mitglieder sind Städte und Gemeinden mit historischem Baubestand. Fördernde Mitglieder sind natürliche und juristische Personen, die das Wirken des Netzwerkes unterstützen. Über die Aufnahme entscheidet der Vorstand. Der Verein hat ordentliche Mitglieder in Deutschland, Italien, Österreich und in der Schweiz.

## Ziel und Aufgaben
Forum Stadt ist ein unabhängiges Netzwerk von Fachleuten aus Wissenschaft und kommunaler Praxis mit dem Ziel der erhaltenden Stadterneuerung. Es unterstützt Städte und Gemeinden mit historischem Baubestand darin, Stadterneuerung, Denkmalpflege und interdisziplinäre Stadtforschung, vor allem Stadtgeschichtsforschung und Stadtsoziologie zu fördern. Der Verein veranstaltet jährlich die Fachtagung.html Internationale Städtetagung. Er gibt vierteljährlich die Fachzeitschrift Forum Stadt heraus. Im jährlichen Wechsel verleiht er den Otto-Borst-Preis zur Förderung des wissenschaftlichen Nachwuchses und den Otto-Borst-Preis für Stadterneuerung. Er erteilt Auskünfte, berät und äußert sich in Stellungnahmen.

## Geschichte
Ziel des Netzwerkes war schon im Gründungsjahr 1960, die Leistungen von Reichsstädten als Wegbereiter moderner Demokratie zu vermitteln. Angeregt und gegründet durch den Historiker Otto Borst, gab es sich 1965 als Vereinigung von 16 ehemaligen Reichsstädten aus Baden-Württemberg, Bayern und Rheinland-Pfalz die Organisationsform eines Vereins als Arbeitsgemeinschaft für reichsstädtische Geschichtsforschung, Denkmalpflege und bürgerschaftliche Bildung e.V. 1977 firmierte es um in Arbeitsgemeinschaft Die alte Stadt e.V., ab 2010 in Forum Stadt – Netzwerk historischer Städte e.V. Die Stadt Esslingen sitzt seit 1973 dem Netzwerk vor und hat die Geschäftsstelle inne. Er feierte 2010 in Potsdam sein 50-jähriges Bestehen. Der Verein finanziert sich über Mitgliedsbeiträge und Zuwendungen.

## Aufbau
Organe des Vereins sind der Vorstand, die Mitgliederversammlung und der Hauptausschuss. Seit 2008 führt eine Geschäftsstellenleitung im Auftrag des Vorstands die Geschäfte, den Vorstand unterstützt seither ein dauerhaft vom Vorstand berufenes Wissenschaftliches Kuratorium, dessen Mitglieder sich aus der interdisziplinären Stadtforschung, Stadtsoziologie, Stadtentwicklung und Denkmalpflege zusammensetzen. Dies sind
- Harald Bodenschatz, Berlin
- Theresia Gürtler Berger, Luzern
- Tilman Harlander, Stuttgart
- Johann Jessen, Stuttgart
- Robert Kaltenbrunner, Bonn und Berlin
- Klaus Jan Philipp, Stuttgart.

## Otto-Borst-Preis
Forum Stadt – Netzwerk historischer Städte e.V. lobt seit 2004 jährlich den Otto-Borst-Preis aus, in Erinnerung an Otto Borst, den Gründer des Netzwerkes und der Zeitschrift. Mit dem Preis werden im jährlichen Wechsel herausragende Leistungen im Bereich der praktischen Stadterneuerung und in der Stadtforschung zur Förderung des wissenschaftlichen Nachwuchses verliehen.

## Zeitschrift
Der Verein gibt die wissenschaftliche Vierteljahresschrift Forum Stadt heraus. Sie trägt den Untertitel Vierteljahreszeitschrift für Stadtgeschichte, Stadtsoziologie, Denkmalpflege und Stadtentwicklung. Die Zeitschrift ging 1964 aus den von Otto Borst herausgegebenen Esslinger Studien hervor als „Jahrbuch für Geschichte der oberdeutschen Reichsstädte“. Seit 1974 erscheint sie vierteljährlich, zunächst als Zeitschrift für Stadtgeschichte, Stadtsoziologie und Denkmalpflege, ab 1978 unter dem Titel Die alte Stadt, seit 2010 als Forum Stadt. Zum  Redaktionskollegium gehören unter anderem die Mitglieder des Wissenschaftlichen Kuratoriums. Die Zeitschrift wurde bislang herausgegeben in Verbindung mit:
- Hans Paul Bahrdt († 1994)
- Harald Bodenschatz
- Helmut Böhme († 2012)
- August Gebeßler († 2008)
- Tilman Harlander
- Hans Herzfeld († 1982)
- Rudolf Hillebrecht († 1999)
- Eberhard Jäckel
- Johann Jessen
- Friedrich Mielke († 2018)
- Alexander Mitscherlich († 1982)
- Jürgen Reulecke
- Erika Spiegel († 2017)
- Jürgen Zieger

## Persönlichkeiten
Otto Borst gründete das Netzwerk und wirkte 1965 bis 1974 als dessen wissenschaftlicher Sekretär, der für die Organisation und inhaltliche Planung verantwortlich war. Nachfolger als Generalsekretär und später als Geschäftsführer war 1994 bis 2008  August Gebeßler (1929–2008), der frühere Präsident des Landesdenkmalamtes Baden-Württemberg.